# Elosman Euller Silva Cavalcanti
Elosman Euller Silva Cavalcanti, meglio noto come Euller (São José de Piranhas, 4 gennaio 1995), è un calciatore brasiliano, difensore del Seoul E-Land.

## Carriera

### Club
Ha giocato nella seconda divisione brasiliana e nella prima divisione dei campionati brasiliano e saudita.

### Nazionale
Ha giocato nelle nazionali giovanili brasiliane Under-20 ed Under-23.

## Palmarès

### Club

#### Competizioni statali
- Campionato Baiano: 3

Vitória: 2013, 2016, 2017